# Miassichtchev M-60
Le Miassichtchev M-60 est une étude de bombardier à propulsion nucléaire soviétique. Cet avion est similaire au prototype M-50.
Miassichtchev a reçu l'ordre de commencer le développement du M-60 le 19 mai 1955.
La désignation « M-60 » a été utilisée pour plusieurs projets de Miassichtchev, dont pour des projets récents.

### Aéronefs comparables
- Convair X-6
- Convair NB-36H
- Tupolev Tu-119